# Cindy Crawford (attrice pornografica)
Cindy Lynett Crawford (Las Vegas, 6 dicembre 1980) è un'attrice pornografica e regista statunitense.

## Biografia
Ha iniziato la sua carriera nel 2002 e da allora ha preso parte a 238 film, uno dei quali, House of Anal (2005), la vede anche in veste di regista.
Cindy Crawford appartiene (insieme, tra le altre, a Jenna Haze e Belladonna) alla nuova generazione di pornostar che basano il loro successo sulla partecipazione a numerose scene di penetrazione anale ed anilingus. Nel 2008 ha girato la sua ultima scena prima di rientrare nell'industria pornografica nel 2020.
Ha due tatuaggi: una figura femminile sulla caviglia sinistra e un tribale sul braccio destro. Inoltre ha un piercing sul clitoride, è lesbica dichiarata.
È apparsa in una puntata di MTV Next, in cui interpretava una ragazza ribelle ed anticonformista attiva negli anni settanta.

## Riconoscimenti

### Nomination
- 2004 AVN Award – Best New Starlet
- 2005 AVN Award – Artista Femminile dell'Anno
- 2006 AVN Award – Miglior Attrice nei Video
- 2007 F.A.M.E. Awards – Ragazza più Sporca nel Sesso Anale (finalista)
- 2008 AVN Award – Migliori Scene nel Sesso Orale
- 2008 AVN Award – Miglior Scena di Sesso di Gruppo

### Premi
- 2008 AVN Award – Scena più Scandalosa

## Filmografia

### Attrice
- Barefoot Confidential 21 (2002)
- Barely 18 1 (2002)
- Big Cock Seductions 3 (2002)
- Brats Inc. 2 (2002)
- Breakin' 'Em In 3 (2002)
- Carmen Goes to College 3 (2002)
- Hot Dripping Pink (2002)
- Island Rain (2002)
- Magic Sex (2002)
- North Pole 35 (2002)
- Ron Jeremy on the Loose: Viva Ron Vegas (2002)
- Sodomania 39 (2002)
- Teen Dreams 2 (2002)
- Who's Your Daddy 1 (2002)
- 100% Girls (2003)
- 100% Natural 2 (2003)
- 2 Dicks in 1 Chick 1 (2003)
- 20 and Natural (2003)
- Alexis On Fire (2003)
- Ashton's Auditions 1 (2003)
- Backside Story (2003)
- Bad Influence (2003)
- Barely Legal 36 (2003)
- Bark Like A Dog (2003)
- Beauty Within (2003)
- Bend Over and Say Ahh 5 (2003)
- Blue Screen (2003)
- Blushed (2003)
- Carmen Goes To College 1 (2003)
- Cindy's Fairy Tails (2003)
- Cock Swallowers (2003)
- College Cunts (2003)
- College Invasion 1 (2003)
- Cum Swallowing Whores 1 (2003)
- Cumstains 1 (2003)
- Cynara's Dream Scenes (2003)
- Debbie Goes To War (2003)
- Deep in Cream 1 (2003)
- Desperately Seeking Alexis (2003)
- Desperately Seeking Cindy (2003)
- Dirty Pretty Secrets (2003)
- Erotic Focus (2003)
- Flesh Cravers (2003)
- Foot Traffic 7 (2003)
- Gush 4 (2003)
- Hot Showers 10 (2003)
- Indecent Desires (2003)
- Itty Bitty Titty Cheerleaders Chain Gang (2003)
- Kiss And Tell (2003)
- Maximum Hard 1 (2003)
- Naughty College School Girls 29 (2003)
- Naughty Little Nymphos 12 (2003)
- Nut Busters 1 (2003)
- Nut Busters 2 (2003)
- Pop That Cherry 1 (2003)
- Punch Club (2003)
- Rapid Fire 4 (2003)
- Secret Suburban Sex Parties (2003)
- Sex Idol (2003)
- Sinfully Yours (2003)
- So Nice So Naughty (2003)
- Sorority Sluts (2003)
- Squirting Adventures of Dr. G 3 (2003)
- Squirting Illustrated 8 (2003)
- Swallow My Pride 3 (2003)
- Tastefully Tyler (2003)
- Tea Baggers (2003)
- Teacher's Pet 6 (2003)
- Teen Beauties in Heat 1 (2003)
- Teen Spirit 4 (2003)
- Trouble X 2 (2003)
- Twisted Minds (2003)
- Tyler's Crazy Horny (2003)
- Unbelievable Sex 3 (2003)
- Under the Cover of Darkness (2003)
- When The Boyz Are Away The Girlz Will Play 12 (2003)
- When The Boyz Are Away The Girlz Will Play 13 (2003)
- XXX Rated 1 (2003)
- Young and Tight 4 (2003)
- 100% Anal 3 (2004)
- 100% Blondes (2004)
- 100% Blowjobs 24 (2004)
- 100% Blowjobs 29 (2004)
- 100% Blowjobs 30 (2004)
- 100% Foursomes 2 (2004)
- Adult Movie 2 (2004)
- All Natural Beauties (2004)
- All Tied Up (2004)
- Anal Intentions (2004)
- Best Of Cherokee (2004)
- Blonde Ambition (2004)
- Cheerleaders Spanked (2004)
- Cindy's Way (2004)
- Cindy's Way 2 (2004)
- Cindy's Way 3 (2004)
- Cindy's Way 4 (2004)
- Dark Intent (2004)
- Domination Of Tyler (2004)
- Double Team Dream (2004)
- Enema Nursing School (2004)
- Graced 2 (2004)
- Hunger Within (2004)
- I Know What You Did Last Night (2004)
- Innocence Lost (2004)
- Jenna Haze Stripped (2004)
- JKP All Asian 2 (2004)
- JKP Hardcore 3 (2004)
- Just Play'n Sex (2004)
- Love Those Curves (2004)
- Lovin' Porn (2004)
- My Living Doll (2004)
- My Virtual Masturbation (2004)
- Perfect Pink 18: Nautica And Jenna In Pink (2004)
- Phoenix Rising (2004)
- Portraits of a Porn Star (2004)
- Sexual Rhythm (2004)
- Shades of X (2004)
- Strays (2004)
- Submission Of Cindy (2004)
- Surreal Sex Life (2004)
- Tyra's Little Secrets (2004)
- Ultimate Dream Team (2004)
- When The Boyz Are Away The Girlz Will Play 14 (2004)
- 100% Blowjobs 32 (2005)
- 100% Blowjobs 33 (2005)
- 100% Blowjobs 34 (2005)
- 100% Blowjobs 35 (2005)
- Addicted 2 Sin (2005)
- Anal Expedition 8 (2005)
- Attention Whores 4 (2005)
- Babes Behind Bars (2005)
- Best of Tyler Faith (2005)
- Boned (2005)
- Butt Licking Anal Whores 1 (2005)
- California Cuties (2005)
- Cindy Crawford Is A Filthy Fuckin Fuck Pig (2005)
- Crack Attack 2 (2005)
- Crushed And Plushed (2005)
- Cum Dumpsters 5 (2005)
- Cum Fart Cocktails 3 (2005)
- Dirty Dykes (2005)
- Dream Lover (2005)
- Educating Jenna (2005)
- Fashion Models Gone Bad 1 (2005)
- Filthy Things 6 (2005)
- Gag Factor 19 (2005)
- Garbage Pail Girls 2 (2005)
- Get Luckier (2005)
- Girlvert 10 (2005)
- Gob Swappers 2 (2005)
- Hungry For Ass (2005)
- Irritable Bowel Syndrome 1 (2005)
- It Girls (2005)
- Jenna's Favorite Fantasies (2005)
- Kiss My Ass (2005)
- Latex Lust (2005)
- Lipstick Lingerie and Lesbians (2005)
- Liquid Gold 11 (2005)
- Little Whore That Could (2005)
- Locked Cocked and Two Smoking Holes (2005)
- My Private Dancer 1 (2005)
- Mythology (2005)
- Nut Busters 6 (2005)
- Perfect Pink 20 (2005)
- Perfect Slut (2005)
- Playing with Cindy Crawford (2005)
- Psychotic (2005)
- Ride 'em Hard (2005)
- School Girls vs Filthy Things (2005)
- Screaming and Creaming (2005)
- Sex Goddess (2005)
- Sex On The Hour (2005)
- Sex Trap (2005)
- Shag (2005)
- Small Sluts Nice Butts 4 (2005)
- Sodom 1 (2005)
- Spend The Night With Cindy (2005)
- Stocking Strippers Spanked 4 (2005)
- Strap it On Slip it In (2005)
- Tastes Like Cum (2005)
- Throat Gaggers 9 (2005)
- Tough Love 6 (2005)
- Violation of Hillary Scott (2005)
- World of Sexual Variations 2 (2005)
- 2 Slits For Every Prick (2006)
- American Bukkake 32 (2006)
- Anal 3 Way (2006)
- Anal Addicts 22 (2006)
- Anal Biker Bitches (2006)
- Ass Attack (2006)
- Ass Inc. 1 (2006)
- Assacre (2006)
- Bachelorette Bang (2006)
- Bad News Bitches 2 (2006)
- Bang My Bride (2006)
- Bareback Mounting (2006)
- Barely Legal All Stars 6 (2006)
- Blue Collar Fantasies (2006)
- Clusterfuck 5 (2006)
- Contract Girls Gone Gonzo (2006)
- Cravin' Anal (2006)
- Cream Crazed Cuties (2006)
- Cum Swapping Fuck Dolls 2 (2006)
- Cunt Munchers 2 (2006)
- Cunt Munchers 3 (2006)
- Detention Whores (2006)
- Every Man's Fantasy 5 (2006)
- Eye Candy: Camp Fuck-a-lot (2006)
- Fans Have Spoken 12 (2006)
- Goo Girls 23 (2006)
- House of Anal (2006)
- I Like It Black and Deep in My Ass 6 (2006)
- I Lost My Cock In Hillary Scott (2006)
- I Love Anal 2 (2006)
- I Pervert (2006)
- In Your Face 2 (2006)
- It Takes Two 1 (2006)
- Just Turned 18 4 (2006)
- Lesbian Training 3 (2006)
- Lewd Conduct 29 (2006)
- Lick Me Stick Me 3 (2006)
- Lip Lock My Cock 1 (2006)
- Lust Filled Lesbians (2006)
- Mary Carey Gets Carried Away (2006)
- Mary Carey on the Rise (2006)
- Mass Destruction (2006)
- Medical Malpractice (2006)
- Mouth 2 Mouth 7 (2006)
- Multiple Chicks on One Dick 2 (2006)
- My Hot Wife Is Fucking Blackzilla 9 (2006)
- My Sister's Hot Friend 5 (2006)
- Neighbor Affair 2 (2006)
- Nice Fucking View 1 (2006)
- No Swallowing Allowed 10 (2006)
- P.O. Verted 4 (2006)
- Peter North's POV 13 (2006)
- Pornographer (2006)
- Postcards From The Bed (2006)
- Pussy Party 19 (2006)
- Reel Babes Real Breasts (2006)
- Riding Red Necks (2006)
- Rock Hard 3 (2006)
- Rubber Obedience (2006)
- Rubber Zone (2006)
- Search for Adam and Eve (2006)
- Sex Therapy 1 (2006)
- Sloppy Seconds 2 (2006)
- Slurpeez 2 (2006)
- Smokin' Crack 3 (2006)
- Squirts So Good 2 (2006)
- Stink Hole Stuffers 2 (2006)
- Sunny and Cher (2006)
- Teen University (2006)
- Throat Chokers 1 (2006)
- Transsexual Gang Bangers 13 (2006)
- Trantastic (2006)
- Un-natural Sex 19 (2006)
- Violation of Cindy Crawford (2006)
- We Like To Watch...Young Girls (2006)
- Weapons of Ass Destruction 5 (2006)
- What's Up Her Ass 1 (2006)
- White Trash Whore 36 (2006)
- Whoregasm (2006)
- You Got Fucked (2006)
- Young Squirters (2006)
- 10 Dirty Talkin' Masturbators 1 (2007)
- 10 Monster Mug Shots 1 (2007)
- 2 Big 2 Be True 6 (2007)
- Adventures of Shorty Mac 4 (2007)
- American Bi 2 (2007)
- Anal Hell 1 (2007)
- Another Man's Wife (2007)
- Ass Blasting Felching Anal Whores (2007)
- Ass-Jacked 9 (2007)
- BJ's In Hot PJ's (2007)
- Black Dicks in White Chicks 15 (2007)
- Black in the Crack 3 (2007)
- Black Snake Boned (2007)
- Bustin' A Nut In Yo Hot Wife (2007)
- Butt I Like It (2007)
- Cum Hungry Leave Full 3 (2007)
- Cum Play With Me 3 (2007)
- Cum Play With Me 4 (2007)
- Daddy's Worst Nightmare 8 (2007)
- Dark Carnival (2007)
- Deep Throat This 36 (2007)
- Dirty Divas (2007)
- Dirty Dozen (2007)
- Don't Fuck It ... Just Suck It (2007)
- Don't Try This at Home (2007)
- Driven (2007)
- Every Man's Fantasy: 2 Girls for Every Man 5 (2007)
- Fables Tales of Erotic Fantasy (2007)
- Filthy Fucking Cum Sluts 1 (2007)
- Fishnets 6 (2007)
- Frankencock (2007)
- Gangbang Auditions 22 (2007)
- Gape Lovers 1 (2007)
- Hitchhiker (2007)
- I Dream of Jenna 2 (2007)
- I Love Big Toys 7 (2007)
- I Love Big Toys 8 (2007)
- I Love Your Sexy Feet (2007)
- Jenna Haze's Girl Diaries (2007)
- Kinky Rubber Lovers 1 (2007)
- Lesbian Starlets (2007)
- Mann of the House (2007)
- Marilyn Chambers Guide To Masturbation (2007)
- Me Myself and I 1 (2007)
- MILF Invaders 2 (2007)
- Monster Cock Fuckfest 5 (2007)
- Mouth Meat 7 (2007)
- My Daughter's Fucking Blackzilla 13 (2007)
- My Daughter's Fucking Blackzilla 15 (2007)
- My Neighbor's Wife (2007)
- Nasty Blonde Nurses (2007)
- No Boys No Toys 1 (2007)
- Otto and Audrey Out of Control (2007)
- Over Stuffed 2 (2007)
- POV Casting Couch 13 (2007)
- Reverse Bukkake 5 (2007)
- Rockin' Roxy (2007)
- Rogue Adventures 31 (2007)
- Super Natural Sex (2007)
- Swallow This 9 (2007)
- Swallowing Anal Whores 4 (2007)
- Taylor Rain: Special Edition (2007)
- Throat Jobs 3 (2007)
- Tristan Taormino's Expert Guide to Oral Sex 1: Cunnilingus (2007)
- Violation of Chelsie Rae (2007)
- White Butts Drippin' Chocolate Nuts 7 (2007)
- White Chicks Licking Black Crack 2 (2007)
- Whore Stories (2007)
- World's Biggest Suckfest (2007)
- XXX Box (2007)
- Absolute Ass 6 (2008)
- All Girl Revue 4 (2008)
- American Bukkake Does The Stars (2008)
- American Girrrl (2008)
- American Gokkun 7 (2008)
- Anally Yours... Love, Hillary Scott (2008)
- Black Cock Addiction 5 (2008)
- Bound 1 (2008)
- Chanel No. 2 (2008)
- Cheating Wives 2 (2008)
- Cock Competition (2008)
- Crude Oil 3 (2008)
- DP'd in the 310 (2008)
- Dr. Probe's Lab of Perversion (2008)
- Eat Me I Squirt (2008)
- Elastic Assholes 6 (2008)
- Erotic Ghost Whisperer (2008)
- Face Full of Diesel 4 (2008)
- Filled To The Rim 6 (2008)
- Frisky Kitties (2008)
- Fuck Machines 1 (2008)
- Fuck Slaves 3 (2008)
- I Make it Rain (2008)
- Intimate Invitation 11 (2008)
- Invasion of the MILFs: High Score (2008)
- iTouchMyself (2008)
- Jason Colt: Mystery of the Sexy Diamonds (2008)
- Latex Lovers 1 (2008)
- Lesbian Bukkake 12 (2008)
- Mature Brotha Lovers 9 (2008)
- MILF and Chocolate 1 (2008)
- MILFs Take Diesel 2 (2008)
- Monster Cock Mania 1 (2008)
- Naughty Niches 3 (2008)
- Peep Show 2 (2008)
- Pornstar Punchout (2008)
- Praise The Load 1 (2008)
- Pussy Foot'n 18 (2008)
- Pussy on Pussy (2008)
- Strollin' In The Colon (2008)
- Watch Your Back 2 (2008)
- 1st Time with a Tranny 1 (2009)
- 2 Men And A Ho! (2009)
- Anal Hell 4 (2009)
- Apprentass 10 (2009)
- Best of Monster Cock Fuck Fest: Mutant Edition (2009)
- Brazen and Unshaven (2009)
- Club Jenna: The Anal Years (2009)
- Cum Aholixxx (2009)
- Cum In My Ass (2009)
- Cum Swappers: What's Mine Is Yours (2009)
- Dirty Cum Sucking Babes (2009)
- Dude, I Banged Your Girlfriend (2009)
- Dude, She's A Squirter 3 (2009)
- Fuck a Fan 2 (2009)
- Gangbang Squad 15 (2009)
- I'm Just Here For The Strippers (2009)
- Lesbian Bukkake 14 (2009)
- Little White Chicks Huge Black Monster Dicks 9 (2009)
- More Than An Ass Full (2009)
- Nut Busters 11 (2009)
- Pop Shots 10 (2009)
- Previously Banned 2 (2009)
- Watch Your Back 3 (2009)
- XXX at Work 3 (2009)
- Addicted to Latex (2010)
- Anal Assault (2010)
- Ass Traffic 2 (2010)
- Blackzilla vs. Manaconda 2 (2010)
- Crazy For Cock (2010)
- Daisy's Dirty DPs (2010)
- For Her Tongue Only (2010)
- Hit Me With Your Black Cock 2 (2010)
- I Want It All (2010)
- Load Almighty (2010)
- Manhandled (2010)
- MILF Face (2010)
- Monster Cock Junkies 8 (2010)
- Purely Anal MILFs 5 (2010)
- Rubber Fixation (2010)
- Sex 3 Ways (2010)
- Squirt-A-Thon (2010)
- Tappin That White Ass 2 (2010)
- White Chicks Gettin' Black Balled 27 (2010)
- Make It Hurt (II) (2010)
- 10 Hardcore Quickies 2 (2011)
- All Dongs Go To Heaven (2011)
- American Squirter (2011)
- Bondage Girl-A-Go-Go (2011)
- Butt Bang Bitches 4 (2011)
- Cum Dump Gangbang (2011)
- Gaped 2 (2011)
- Jenna Is Timeless (2011)
- Me, My Wife and Her Best Friend (2011)
- MILF Hookers 7 (2011)
- Naughty and Naked (2011)
- Once You Go Black You Never Go Back 3 (2011)
- Redheads Vs. Blondes: Anal War (2011)
- Suck Fest: Premiere Edition (2011)
- Bikinis No Weenies 2 (2012)
- DP Overdose (2012)
- It Takes Two Baby (2012)
- Young Lesbians In Love (2012)
- 2 Guys And A Girl 4 (2013)
- 2 Pies 1 Guy (2013)
- Bar Flies (2013)
- Paranormal Sextivity (2013)
- Prowling for White College Pussy 2 (2013)

### Regista
- House of Anal (2006)